# Jack the Ripper
Jack the Ripper là một kẻ giết người hàng loạt không rõ danh tính, hoạt động ở những khu vực có đa phần người nghèo sinh sống, xung quanh khu Whitechapel, Luân Đôn, Anh vào năm 1888. Trong cả các hồ sơ vụ án cũng như tường thuật báo chí đương thời, tên sát nhân này còn được gọi với những cái tên như Sát nhân Whitechapel.
Những vụ tấn công được cho là do Jack Đồ tể gây ra phần lớn liên quan đến những gái mại dâm sống và làm việc trong các khu ổ chuột ở East End, Luân Đôn. Nạn nhân thường bị Jack rạch cổ họng rồi cắt xẻo vùng bụng. Có nhiều đề xuất cho rằng Jack the Ripper có kiến thức về giải phẫu hoặc phẫu thuật khi xét tới việc y đã cắt bỏ cơ quan nội tạng của ít nhất ba nạn nhân. Trong tháng 9 và tháng 10 năm 1888, tin đồn xung quanh giả thuyết các vụ giết người có liên quan đến nhau liên tục gia tăng. Nhiều cá nhân bắt đầu gửi các lá thư tới cho giới truyền thông cũng như Scotland Yard, và tự nhận mình là kẻ thủ ác. Cái tên Jack the Ripper cũng bắt nguồn từ một lá thư như vậy rồi được phổ biến trên các phương tiện thông tin. Tuy nhiên, lá thư trên bị nhiều người cho là một trò lừa bịp, có thể do một ký giả viết nhằm thu hút dư luận quan tâm tới câu chuyện và thúc đẩy doanh số bán báo. Người làm việc tại Ủy ban Cảnh giác Whitechapel là George Lusk đã nhận lá thư "Gửi từ Địa ngục" cùng với một nửa quả thận người tẩm rượu. Quả thận này có thể được lấy từ một trong số những nạn nhân là Catherine Eddowes. Tính chất dã man phi thường của các vụ án mạng và công tác đưa tin của truyền thông đã khiến công chúng ngày một tin vào sự tồn tại của một kẻ giết người hàng loạt duy nhất với biệt danh là "Jack the Ripper".
Tầm phủ sóng báo chí sâu rộng đã mang tới cho Jack the Ripper danh tiếng vang xa và lâu dài trên trường quốc tế, huyền thoại về y cũng ngày càng được củng cố thêm. Cảnh sát đã tiến hành điều tra về toàn bộ chuỗi 11 vụ giết người tàn bạo tại Whitechapel từ năm 1888 đến năm 1891. Tuy nhiên, họ không thể tìm ra sợi dây liên kết với những án mạng riêng trong năm 1888. Năm nạn nhân của những vụ sát hại bao gồm Mary Ann Nichols, Annie Chapman, Elizabeth Stride, Catherine Eddowes và Mary Jane Kelly. Chuỗi án mạng này diễn ra trong khoảng thời gian từ ngày 31 tháng 8 đến ngày 9 tháng 11 năm 1888 và được biết tới với tên gọi "năm vụ kinh điển", thường bị coi là có liên quan nhiều nhất tới cùng một kẻ sát nhân. Những vụ giết người kể trên mãi vẫn là án mở, và những truyền thuyết xoay quanh các tội ác này trở thành sự kết hợp giữa nghiên cứu lịch sử, văn hóa dân gian và dã sử.

## Bối cảnh xã hội

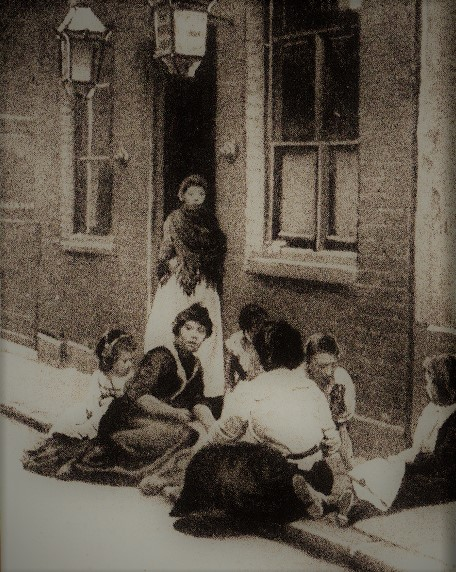
Phụ nữ và trẻ em đang tụ tập trước một khu nhà trọ tập thể ở Whitechapel, gần các hiện trường vụ án của Jack the Ripper

Làn sóng nhập cư người Ireland ở Anh nổi lên vào cuối thế kỷ 19 khiến dân số tại các thành phố lớn ngày càng gia tăng, trong đó có vùng East End, Luân Đôn. Từ năm 1882, các khu vực tương tự lại tiếp tục đón nhận thêm những người tị nạn Do Thái chạy trốn khỏi các cuộc tàn sát diễn ra ở Sa quốc Nga và Đông Âu. Năm 1888, giáo xứ khu Whitechapel ở East End, Luân Đôn, ngày một đông đúc với số dân tăng lên khoảng 80,000 người. Điều kiện nhà ở cũng như môi trường làm việc của những cư dân ở đây trở nên tồi tệ, và một tầng lớp hạ lưu nghèo khó đáng kể bắt đầu gia tăng. Một nửa số trẻ em sinh ra tại East End đều chết trước khi lên năm. Cướp giật, bạo lực và nạn nghiện rượu diễn ra như cơm bữa, sự nghèo đói tràn lan đẩy nhiều phụ nữ vào con đường hành nghề mại dâm để kiếm sống qua ngày.
Tháng 10 năm 1888, Sở Cảnh sát Thủ đô Luân Đôn ước tính có tới 62 nhà thổ cùng 1,200 gái mại dâm trên khắp Whitechapel. Hàng đêm, khoảng 8,500 người cư trú trong 233 nhà trọ tập thể, với giá 4 xu cho một giường đơn mỗi tối. Ngoài ra, còn có các "nhà chài" được cột bằng dây, kéo qua từng gian phòng ngủ của mỗi nhà trọ, với chi phí 2 xu, dành cho trẻ em hoặc người lớn.
Gánh nặng kinh tế kéo theo sự gia tăng đều đặn các vấn đề bất ổn xã hội. Từ năm 1886 đến năm 1889, nhiều cuộc biểu tình thường xuyên  đã buộc cảnh sát phải can thiệp, đồng thời gây ra tình trạng náo động trong dân chúng. Chủ nghĩa bài Do Thái, giới tội phạm, sự phân biệt chủng tộc, những xáo trộn xã hội và tình trạng thiếu thốn vật chất nghiêm trọng gây ảnh hưởng tới nhận thức của công chúng rằng Whitechapel là một hang ổ khét tiếng của các hoạt động bất lương. Định kiến trên càng được củng cố vào mùa thu năm 1888 khi các phương tiện truyền thông đưa tin về hàng loạt vụ giết người tàn bạo và kỳ quái đều quy trách nhiệm cho "Jack the Ripper", với một mức độ chưa từng có.

## Các vụ giết người

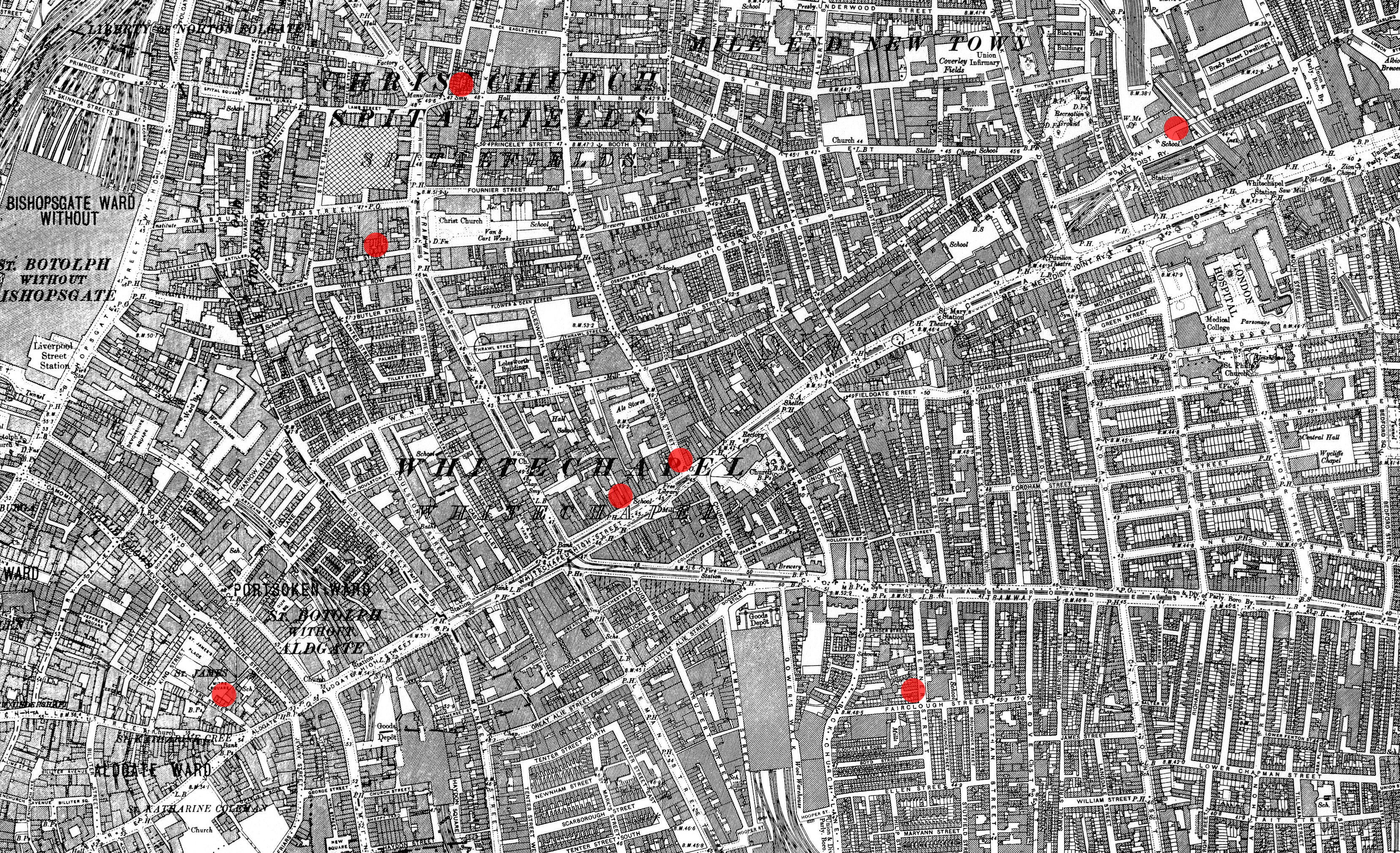
Những địa điểm xảy ra 7 vụ giết người đầu tiên ở Whitechapel: Phố Osborn (giữa bên phải), George Yard (giữa bên trái), phố Hanbury (trên cùng), Buck's Row (ngoài cùng bên phải), phố Berner (dưới cùng bên phải), quảng trường Mitre (dưới cùng bên trái), và phố Dorset (giữa bên trái)

Số lượng lớn các vụ tấn công nhằm vào phụ nữ ở East End trong khoảng thời gian này, làm tăng thêm sự không chắc chắn về số nạn nhân bị sát hại bởi cùng một kẻ thủ ác. Sở Cảnh sát Thủ đô Luân Đôn đã thêm 11 vụ giết người riêng biệt, kéo dài từ ngày 3 tháng 4 năm 1888 đến ngày 13 tháng 2 năm 1891, vào một danh sách ghi án chung mang tên "những vụ án mạng Whitechapel". Dù có nhiều ý kiến khác nhau xung quanh việc liệu các vụ giết người có liên quan tới cùng một tên sát nhân hay không, nhưng nhiều người vẫn cho là 5 trong số 11 án mạng ở Whitechapel chính là những tác phẩm của Jack the Ripper. Chuỗi 5 vụ án mạng này được biết đến với tên gọi "5 vụ kinh điển". Hầu hết các chuyên gia đều chỉ ra những đặc điểm nổi bật trong phương thức gây án (modus operandi) của Jack the Ripper bao gồm cứa sâu vùng cổ họng, sau đó xẻo diện rộng phần bụng và bộ phận sinh dục, cắt bỏ các cơ quan nội tạng rồi rạch nát khuôn mặt của nạn nhân. Hai vụ hạ sát Emma Elizabeth Smith và Martha Tabram là hai vụ mở đầu danh sách án mạng Whitechapel nhưng không được xếp vào nhóm 5 vụ kinh điển.
Khoảng 1 giờ 30 phút sáng, ngày 3 tháng 4 năm 1888, Smith bị cướp và tấn công tình dục ở phố Osborn, Whitechapel. Hung thủ đánh xung quanh mặt và để lại một vết cắt trên tai Smith. Một vật cùn được đưa vào âm đạo, là nguyên nhân làm vỡ phúc mạc của nạn nhân. Smith bị viêm phúc mạc và chết ngay hôm sau tại Bệnh viện Luân Đôn. Trước khi qua đời, cô nói rằng mình đã bị tấn công bởi hai hoặc ba người đàn ông, một trong số đó mới chỉ là một thiếu niên. Báo giới từng liên kết vụ tấn công này với những vụ án mạng về sau, nhưng hầu hết tác giả đều cho rằng thủ phạm hạ sát Smith chỉ đơn thuần là các băng nhóm hung đồ vùng East End nói chung chứ không liên quan tới những vụ án của Jack the Ripper.
Ngày 7 tháng 8 năm 1888, Tabram bị sát hại trên cầu thang bộ ở George Yard, Whitechapel. Cô lãnh 39 nhát đâm chủ yếu ở cổ họng, phổi, tim, gan, lá lách, dạ dày và bụng, ngoài ra còn những nhát đâm khác ở ngực và âm đạo. Trừ một trường hợp, tất cả vết thương trên người Tabram đều đến từ một vật dụng có lưỡi như dao nhíp. Và cũng chỉ trừ một ngoại lệ, chúng đều do người thuận tay phải gây ra. Tabram không bị cưỡng hiếp.
Những nét tương đồng về tính man rợ, động cơ không rõ ràng cũng như sự gần gũi về không gian và thời gian với những vụ kinh điển sau này, đã khiến cảnh sát liên hệ vụ Tabram với các án mạng do Jack the Ripper thực hiện sau này. Tuy nhiên, nó vẫn có điểm khác so với nhóm vụ án kinh điển vì dù Tabram bị đâm liên tục, nhưng không có vết cắt xén nào ở cổ họng hay phần bụng của cô. Chính sự khác biệt về kiểu hình vết thương đã khiến nhiều chuyên gia không liên kết vụ giết hại Tabram với các án mạng tiếp đó.

### Năm vụ kinh điển
Các nạn nhân trong năm vụ kinh điển của Jack the Ripper gồm có Mary Ann Nichols, Annie Chapman, Elizabeth Stride, Catherine Eddowes, và Mary Jane Kelly.
Khoảng 3 giờ 40 phút sáng, thứ sáu ngày 31 tháng 8 năm 1888, thi thể của Mary Ann Nichols được phát hiện tại Buck's Row (nay là phố Durward), Whitechapel. Trước đó một giờ, Nichols được nhìn thấy lần cuối khi đang đi bộ dọc theo phố Whitechapel. Người nhìn thấy cô lần cuối là bà Emily Holland, người từng chung giường với cô ở một nhà trọ tập thể trên phố Thrawl, Spitafields. Cổ họng Nichols bị cắt đứt bởi hai vết cắt sâu, một trong số đó xẻ qua cả các lớp mô, xuống tận đốt sống. Âm đạo nạn nhân bị đâm hai lần, bụng phía dưới bị xé ra một phần bởi một vết thương sâu, lởm chởm, khiến bộ ruột lòi ra ngoài. Có thêm một số vết rạch khác ở hai bên bụng, do cùng một con dao hung khí gây nên và đều là kết quả của những nhát đâm từ trên xuống.

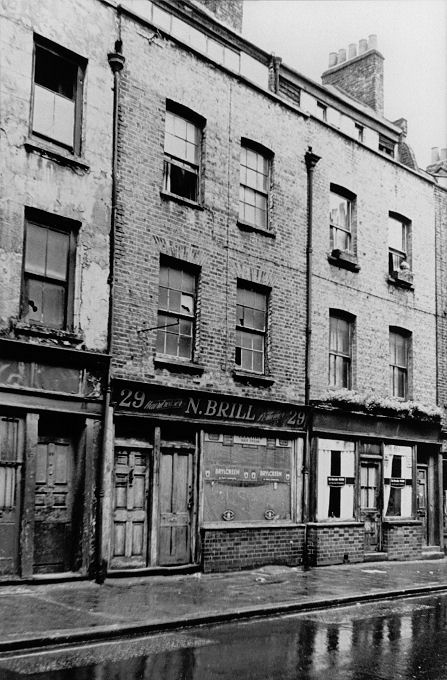
Số 29, phố Hanbury. Dưới tấm bảng ghi số nhà là cánh cửa mà Annie Chapman và kẻ giết người đã đi qua để ra sân sau, nơi tìm được xác nạn nhân

Một tuần sau, thứ bảy ngày 8 tháng 9 năm 1888, thi thể của Annie Chapman được phát hiện vào khoảng 6 giờ sáng, gần bậc thềm sân sau của căn nhà số 29, phố Hanbury, Spitalfields. Cũng như Mary Ann Nichols, hai vết cắt sâu làm đứt lìa cổ họng nạn nhân. Bụng của Chapman bị mổ phanh hoàn toàn, một phần thịt từ dạ dày được đặt trên vai trái, một phần da thịt khác và ruột non thì nằm trên vai phải của cô. Kết quả khám nghiệm tử thi Chapman cho thấy tử cung, các phần bàng quang và âm đạo của nạn nhân đều đã bị cắt bỏ.
Tại cuộc điều tra vụ sát hại Chapman, Elizabeth Long kể rằng mình đã nhìn thấy Chapman đứng bên ngoài số 29, phố Hanbury, song hành cùng một quý ông có vẻ ngoài "sa sút" với mái tóc đen cùng chiếc mũ nai màu nâu và áo khoác sẫm màu, vào khoảng 5 giờ 30 phút sáng. Cũng theo lời nhân chứng này, gã đàn ông đã hỏi Chapman, "Đồng ý chứ?", và cô trả lời, "Có."
Elizabeth Stride và Catherine Eddowes đều bị giết vào sáng sớm chủ nhật ngày 30 tháng 9 năm 1888. Thi thể của Stride được phát hiện vào khoảng 1 giờ sáng tại Dutfield's Yard, ngoài phố Bernet (nay là phố Henriques), Whitechapel. Nguyên nhân tử vong được xác định là do một nhát rạch dứt khoát, dài 6 inch, cắt đứt động mạch cảnh trái và khí quản, kết thúc tại hàm phải của nạn nhân. Việc không có thêm bất cứ vết cắt xẻo nào khác trên cơ thể Stride khiến người ta thắc mắc liệu Jack the Ripper có phải kẻ thủ ác thật sự hay không, hoặc phải chăng y gặp gián đoạn trong quá trình ra tay. Một số nhân chứng đã báo cho cảnh sát rằng họ nhìn thấy Stride đi cùng một nam giới ở quanh phố Berner vào tối ngày 29 tháng 9 và cả rạng sáng ngày 30 tháng 9. Thế nhưng, ngoại hình của đối tượng này được các nhân chứng miêu tả rất đa dạng, với các đặc điểm đối nghịch nhau như: da trắng hoặc da ngâm đen; quần áo tươm tất hoặc ăn mặc xuề xòa.

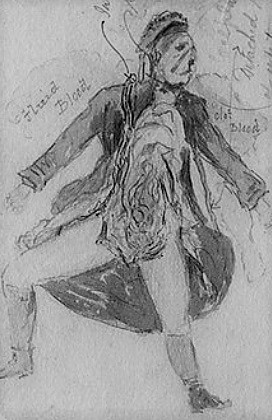
Tranh vẽ thi thể Catherine Eddowes, được tìm thấy ở quảng trường Mitre của cảnh sát đương thời

45 phút sau khi xác của Elizabeth được phát hiện, người ta tìm thấy thi thể của Eddowes tại quảng trường Mitre, Luân Đôn. Nạn nhân có phần cổ họng bị cắt đứt, phần bụng bị xé toạc bởi một vết thương dài, sâu và lởm chởm, bộ ruột thì được xếp trên bờ vai bên phải. Hung thủ cắt bỏ thận trái và một phần tử cung của Eddowes. Khuôn mặt của cô biến dạng vì bị xẻo mũi và rạch hai bên má, để lại những vết thương dọc theo mỗi mí mắt, có chiều dài tương ứng là 1/4 inch và 1/2 inch. Trên mỗi bên má của nạn nhân, tên sát nhân còn khắc thêm một hình tam giác với phần đỉnh hướng về phía mắt. Người ta cũng tìm thấy một phần vành và thùy tai bên phải của Eddowes trên chính bộ quần áo mà cô đang mặc. Theo như ý kiến của bác sĩ pháp y phụ trách khám nghiệm tử thi của Eddowes thì những nhát cắt xẻo kể trên sẽ phải mất "ít nhất năm phút" để hoàn thành.
Một người buôn thuốc lá địa phương là Joseph Lawende đã cùng hai người bạn đi ngang qua quảng trường Mitre không lâu trước khi vụ án mạng diễn ra. Lawende kể về một gã đàn ông tóc vàng với ngoại hình tiều tụy, đi cùng một người phụ nữ có khả năng là Eddowes. Hai bạn đồng hành của Lawende thì không thể xác minh những điều mà ông mô tả. Vụ sát hại Stride và Eddowes được gộp chung dưới cái tên "sự kiện kép".
Mảnh tạp dề dính máu của Eddowes được tìm thấy ở lối vào của một khu chung cư nằm tại phố Goulston, Whitechapel, lúc 2 giờ 55 phút sáng. Ở bức tường ngay phía trên xuất hiện một dòng chữ được viết bằng phấn với nội dung: "Người Do Thái không phải là những kẻ nằm ngoài vòng buộc tội", sau này được gọi là Thông điệp trên tường ở phố Goulston. Lời nhắn dường như ngụ ý rằng một cá nhân hoặc người Do Thái nói chung phải chịu trách nhiệm cho hàng loạt vụ giết người, nhưng vẫn không rõ liệu nó được viết sau khi tên sát nhân bỏ lại mảnh tạp dề hay chỉ đơn giản là sự trùng hợp ngẫu nhiên và không hề liên quan tới vụ án. Những dòng chữ trên tường có nội dung tương tự dần trở nên phổ biến ở Whitechapel. Ủy viên cảnh sát Charles Warren lo sợ rằng chúng có thể châm ngòi cho các cuộc bạo động bài Do Thái nên đã ra lệnh phải tẩy sạch toàn bộ trước lúc bình minh.
Vào lúc 10 giờ 45 phút sáng, thứ sáu ngày 9 tháng 11 năm 1888, người ta phát hiện thi thể Mary Jane Kelly bị cắt xẻ và moi ruột khi cô đang nằm trên giường. Nơi phát hiện ra thi thể là căn phòng ở số 13, Miller's Court, ngoài phố Dorset, Spitalfields. Kelly được tìm thấy với khuôn mặt "bị băm đến mức không thể nhận dạng nổi", cổ họng bị cắt sâu tới tận xương sống, và ổ bụng gần như không còn nội tạng. Tử cung, thận và một bên vú của nạn nhân được đặt bên đầu, những phủ tạng khác nằm bên cạnh chân và xung quanh giường; các mảng bụng và đùi thì được xếp trên chiếc bàn đầu giường. Tim của Kelly bị moi ra ngoài và không thể tìm thấy ở hiện trường.

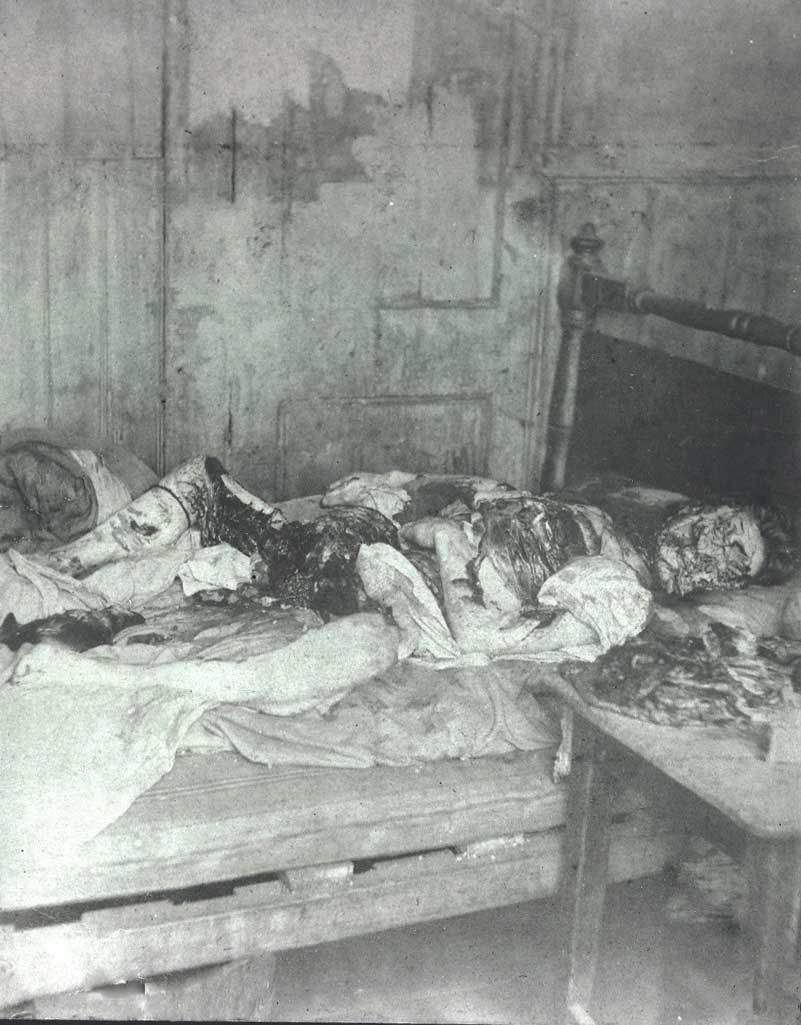
Ành chụp chính thức thi thể Mary Jane Kelly của cảnh sát. Nạn nhân được tìm thấy tại số 13 Miller's Court, Spitalfields, ngày 9 tháng 11 năm 1888

Năm vụ án kinh điển kể trên thường diễn ra vào ban đêm, trong (hoặc gần) những ngày thứ bảy, chủ nhật cuối cùng của tháng, có thể là một tuần (hoặc lâu hơn) sau đó. Nichols không bị mất cơ quan nội tạng nào; Chapman mất tử cung, các phần bàng quan và âm đạo; Eddowes bị rạch mặt, xẻo bỏ tử cung và thận trái; Kelly bị moi tạng khắp cơ thể, khuôn mặt thì "đầy vết rạch từ mọi hướng", mô ở cổ bị cắt tới tận xương, thế nhưng tim là cơ quan duy nhất thất lạc khỏi hiện trường.
Trên phương diện lịch sử, niềm tin về giả thuyết cả năm vụ giết người kinh điển được thực hiện bởi cùng một hung thủ, bắt nguồn từ việc chúng được các tài liệu đương thời liên kết với nhau để loại trừ các vụ án khác. Năm 1984, Sir Melville Macnaghten, trợ lý giám đốc Sở Cảnh sát Thủ đô kiêm trưởng phòng Cục Điều tra hình sự (CID), đã viết một báo cáo nêu rõ: "Sát nhân Whitechapel có và chỉ có 5 nạn nhân". Tương tự, ngày 10 tháng 11 năm 1888, bác sĩ pháp y Thomas Bond cũng viết cho người đứng đầu CID Luân Đôn Robert Anderson một lá thư, trong đó, ông liên kết năm nạn nhân kinh điển với nhau.
Vài nhà nghiên cứu cho rằng một số vụ giết người chắc chắn do cùng một tên sát nhân duy nhất thực hiện, nhưng cũng có số lượng lớn những tên tội phạm không xác định, hành động độc lập là thủ phạm của những tội ác khác. Hai tác giả Stewart P. Evans và Donald Rumbelow lập luận rằng năm vụ kinh điển chỉ là một "lời đồn về Jack the Ripper" mà thôi. Ba vụ Nichols, Chapman và Eddowes có thể liên quan tới cùng một tên hung thủ, nhưng khó mà khẳng định chính xác liệu Stride và Kelly có đều là nạn nhân của cùng một người hay không. Ngược lại, cũng có người lại cho là cả sáu vụ án mạng, từ Tabram tới Kelly, đều là tác phẩm của một cá nhân duy nhất. Tiến sĩ Percy Clark, trợ lý của nhà nghiên cứu bệnh học George Bagster Phillips, chỉ xếp ba vụ án vào một nhóm và cho rằng những liên kết khác là do "những kẻ có đầu óc yếu đuối... tự dựng lên để mô phỏng tội ác". Sir Melville Macnaghten tham gia lực lượng cảnh sát vào một năm sau chuỗi án mạng, và bản ghi nhớ của ông chứa những sai sót thực tế nghiêm trọng về các nghi phạm khả dĩ.

### Những vụ án mạng kế tiếp ở Whitechapel
Mary Jane Kelly thường được xem là nạn nhân cuối cùng của Jack the Ripper. Người ta cho rằng chuỗi án mạng của Jack the Ripper kết thúc vì tên này đã chết, đi tù, bị đưa vào trại tâm thần hoặc đã di cư. Hồ sơ về những án mạng ở Whitechapel còn đề cập chi tiết tới bốn vụ giết người khác, diễn ra sau 5 vụ kinh điển, bao gồm: vụ Rose Mylett, vụ Alice McKenzie, vụ thi thể vô danh trên phố Pinchin và vụ Frances Coles.
Ngày 20 tháng 12 năm 1888, thi thể bị siết cổ của Rose Mylett (26 tuổi), được tìm thấy ở Clarke's Yard, phố High, Poplar. Cảnh sát không tìm thấy dấu hiệu vật lộn tại hiện trường và họ tin là Mylett đã tự sát hoặc vô tình siết cổ chính mình. Tuy nhiên, vết mờ do một sợi dây để lại ở một bên cổ Mylett lại chỉ ra rằng cô đã bị ai đó đoạt mạng. Tại cuộc điều tra, bồi thẩm đoàn tuyên bố đây là một vụ giết người.
Nửa đêm ngày 17 tháng 7 năm 1889, Alice McKenzie bị giết hại tại Castle Alley, Whitechapel. McKenzie nhận hai vết đâm ở cổ, bị đứt động mạch cảnh trái. Tìm thấy một số vết bầm tím và vết cắt nhỏ trên cơ thể của cô. Giữa phần dưới ngực trái và rốn của nạn nhân còn có một vết thương ngoài da dài 7 inch. Nhà nghiên cứu bệnh học Thomas Bond tin rằng hung thủ là Jack the Ripper, mặc dù đồng nghiệp của ông là George Bagster Phillips, người đã khám nghiệm thi thể của ba nạn nhân trước đó, không đồng tình về điều này. Ý kiến giữa các cây viết cũng có sự chia rẽ, một nhóm thì cho là kẻ sát hại McKenzie đã sao chép phương thức gây án của Jack the Ripper để phân tán bớt sự nghi ngờ, nhóm còn lại thì tin rằng McKenzie đích thực là nạn nhân của Jack the Ripper.
Thi thể không đầu, không chân và đang phân hủy của một phụ nữ không rõ danh tính, trong độ tuổi từ 30 đến 40 được phát hiện bên dưới một vòm đường sắt ở phố Pinchin, Whitechapel, vào ngày 10 tháng 9 năm 1889. Những vết bầm tím ở lưng, hông và cánh tay của nạn nhân, cho thấy cô đã bị đánh đập nhiều lần trước khi chết. Phần bụng của người này cũng bị cắt xẻo nhiều phần, nhưng lại không có bất kỳ vết thương nào ở bộ phận sinh dục của cô. Có khả năng nạn nhân đã bị giết vào khoảng một ngày trước khi người ta phát hiện ra cái xác. Phần thi thể khuyết thiếu này được cho là đã được vận chuyển từ nơi khác đến vòm đường sắt, ẩn dưới một áo lót cũ.

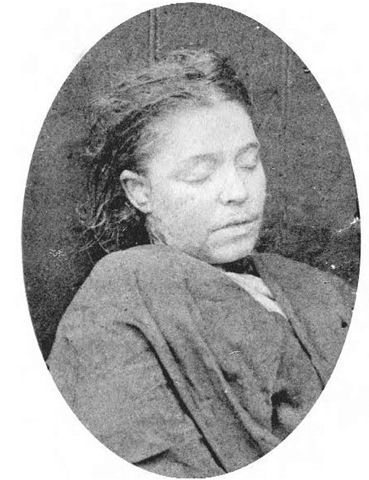
Frances Coles được tìm thấy với cổ họng bị cắt, nằm dưới vòm đường sắt ở Whitechapel vào ngày 13 tháng 2 năm 1891.

Vào lúc 2 giờ 15 phút sáng, ngày 13 tháng 2 năm 1891, viên cảnh sát Ernest Thompson bắt gặp Frances Coles, một gái điếm 25 tuổi, đang nằm dưới một vòm đường sắt ở Swallow Gardens, Whitechapel. Cổ họng của Coles bị rạch sâu nhưng cơ thể cô thì không bị cắt xẻo, điều này làm một số người tin là kẻ sát nhân đã bị Thompson phá đám trong lúc đang ra tay. Coles vẫn còn thoi thóp khi được tìm thấy nhưng rồi qua đời mà không kịp nhận được sự trợ giúp y tế. James Thomas Sadler, một người đốt lò 53 tuổi, trước đó được nhìn thấy đang uống rượu với Coles và cả hai đã có một cuộc tranh cãi vào khoảng 3 giờ trước khi Coles mất mạng. Sadler bị cảnh sát bắt và buộc tội giết người. Ông từng được cho là Jack the Ripper trong một khoảng thời gian ngắn, nhưng rồi được tòa phán quyết vô tội vì thiếu chứng cứ vào ngày 3 tháng 3 năm 1891.

### Những nạn nhân nghi ngờ khác
Ngoài mười một vụ giết người ở Whitechapel, những nhà bình luận cũng liên kết các cuộc tấn công khác với Jack the Ripper. Trong trường hợp vụ "Fairy Fay", người ta không rõ liệu nó có thật hay chỉ là lời bịa đặt như một phần truyền thuyết về Jack the Ripper. "Fairy Fay" là biệt danh của một người phụ nữ không rõ danh tính, có thi thể được tìm thấy ở Commercial Road vào ngày 26 tháng 12 năm 1887, "sau khi bị một chiếc cọc đâm xuyên bụng". Song, không có bất kỳ vụ giết người nào được ghi lại ở Whitechapel vào khoảng Giáng sinh năm 1887. "Fairy Fay" có lẽ là sản phẩm được tạo ra từ một bài phóng sự lộn xộn về vụ sát hại Emma Elizabeth Smith, một nạn nhân có âm đạo bị đâm bởi một cây gậy hoặc vật cùn. Hầu hết tác giả đều đồng ý rằng "Fairy Fay" chưa bao giờ tồn tại.
Ngày 25 tháng 2 năm 1888, góa phụ 38 tuổi, Annie Millwood, được đưa vào Bệnh xá tế bần Whichapel với nhiều vết đâm ở chân và thân dưới. Cô kể với nhân viên rằng mình đã bị một người đàn ông lạ mặt tấn công bằng một con dao gấp. Millwood được xuất viện nhưng rồi qua đời vào ngày 31 tháng 3 vì những nguyên nhân có vẻ tự nhiên. Dù không có liên kết chắc chắn, người ta từng coi Annie Millwood là nạn nhân đầu tiên của Jack the Ripper.
Thợ may trẻ tuổi Ada Wilson cũng là một nạn nhân thuộc diện nghi ngờ. Cô được cho là đã sống sót sau khi bị đâm hai nhát vào cổ bằng một con dao gấp, ngay trước cửa nhà mình, vào ngày 28 tháng 3 năm 1888. Một nạn nhân khả nghi nữa là Annie Farmer, trú tại cùng một nhà trọ với Martha Tabram, từng báo cáo về một cuộc tấn công vào ngày 21 tháng 11 năm 1888. Farmer nhận một vết cắt sâu nơi cổ họng. Mặc dù đã có một người đàn ông không rõ mặt, với tay và miệng vương máu, chạy ra khỏi nhà trọ tập thể và thét lớn: "Nhìn xem cô ta đã làm gì!", trước khi có hai nhân chứng nghe thấy tiếng hét của Farmer, vết thương của nạn nhân có thể là do cô tự gây ra.
"Bí ẩn Whitechapel" là tên gọi của sự kiện phát hiện một thi thể phụ nữ không đầu, nằm dưới tầng hầm của trụ Sở Cảnh sát Metropolitan đang được xây dựng ở Whitehall, vào ngày 2 tháng 10 năm 1888. Trước đó vào ngày 11 tháng 9, một cánh tay và phần vai thuộc về thi thể này, được tìm thấy trôi nổi trên dòng sông Thames, gần Pimico. Ngày 17 tháng 10, người ta tìm ra chân trái của nạn nhân được chôn gần nơi phát hiện thân mình không đầu. Đầu và các chi khác không bao giờ được thu thập lại, danh tính của người phụ nữ xấu số cũng không thể xác định. Trong vụ án này, thi thể bị cắt xẻo tương tự như thân mình vô danh tại đường Pinchin khi chân và đầu đều bị cắt rời, nhưng hai tay thì vẫn để nguyên.

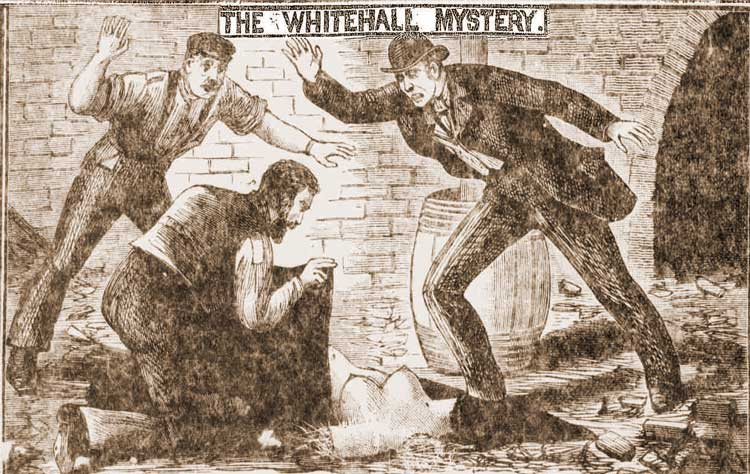
"Bí ẩn Whitehall" tháng 10 năm 1888

"Bí ẩn Whitechapel" và vụ án đường Pinchin, có thể đều cùng thuộc một chuỗi án mạng, được gọi là "Bí ẩn sông Thames", do cùng một tên giết người hàng loạt có biệt danh "Sát nhân thân mình" thực hiện. Đã có những bàn luận xoay quanh việc liệu Jack the Ripper và "Sát nhân thân mình" là cùng một người hay chỉ đơn thuần là hai kẻ giết người hàng loạt riêng biệt nhưng hoạt động trong cùng một khu vực. Vào thời điểm đó, cảnh sát đã loại bỏ bất kỳ mối liên hệ nào giữa hai tên sát nhân này vì phương thức gây án của chúng khác nhau. Tháng 6 năm 1889, trong khoảng ba tuần, nhiều bộ phận cơ thể riêng biệt của một gái điếm có tên Elizabeth Jackson, được thu thập từ dòng sông Thames. Jackson có thể là một nạn nhân khác của "Sát nhân thân mình".
Ngày 29 tháng 12 năm 1888, thi thể của cậu bé bảy tuổi John Gill, được tìm thấy trong một dãy chuồng ngựa ở Manningham, Bradford. Hai chân của Gill bị chặt đứt, bụng bị mổ phanh, tim và một bên tai thì bị cắt bỏ. Những nét tương đồng với các vụ án mạng của Jack the Ripper đã khiến báo giới suy đoán rằng John Gill có thể cũng là một nạn nhân của tên này. Ông chủ của John Gill, William Barrett, đã bị bắt hai lần vì cáo buộc giết người nhưng được trả tự do vi không đủ chứng cứ. Cuối cùng, không có ai bị truy tố.
Ngày 24 tháng 4 năm 1891, Carrie Brown (biệt danh "Shakespeare", được cho là người hay trích dẫn các bài sonnet của William Shakespeare) đã bị siết cổ bằng quần áo rồi bị cắt xẻo bằng dao tại thành phố New York. Thi thể của cô được tìm thấy với một vết rách lớn ở vùng bẹn cùng các vết cắt nông ở chân và lưng. Mặc dù người ta tìm thấy một buồng trứng bị cố ý cắt bỏ hoặc vô tình đứt rời nằm ở trên giường, không có nội tạng nào của nạn nhân bị lấy mất khỏi hiện trường. Thời điểm đó, vụ án được so sánh với các vụ giết người ở Whitechapel, nhưng rồi cuối cùng Cảnh sát Thủ đô vẫn loại trừ tất cả các mối liên hệ.

## Cuộc điều tra

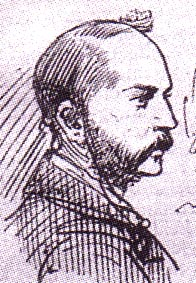
Thanh tra Frederick Abberline

Phần lớn hồ sơ liên quan đến cuộc điều tra những vụ án mạng Whitechapel của Sở Cảnh sát Thủ đô Luân Đôn đều bị phá hủy trong cuộc oanh kích Blitz. Những hồ sơ còn sót lại của Sở Cảnh sát Thủ đô cung cấp góc nhìn chi tiết về quá trình điều tra thời Victoria. Cảnh sát trong khi tiến hành thẩm tra mọi ngôi nhà trên khu phố Whitechapel đã thu thập một số vật chứng và thực hiện giám định pháp y. Sau khi xác định và lần theo dấu vết nhiều người, cảnh sát đã tiến hành thẩm tra kỹ những người thuộc diện tình nghi và loại bỏ số còn lại khỏi cuộc điều tra. Cảnh sát ngày nay cũng theo mô hình tương tự như vậy. Hơn 2000 người được thẩm vấn, "trên 300" người bị điều tra và 80 người bị giam giữ. Kể từ sau vụ án mạng Stride và Eddowers thì Cảnh sát trưởng Sở Cảnh sát Thủ đô là Sir James Fraser quyết định trao thưởng 500 bảng cho ai bắt được Jack the Ripper.
Cục Điều tra Hình sự (CID) khu vực Whitechapel (H) của Sở Cảnh sát Thủ đô là tổ chức đầu tiên tiến hành điều tra. Lãnh đạo của cục là Thanh tra Thám tử Edmund Reid. Kể từ sau vụ sát hại Nichols thì Cơ quan Trung ương của Sở Cảnh sát tại Scotland Yard quyết định cử các Thanh tra Thám tử gồm Frederick Abberline, Henry Moore và Walter Andrews đến để hỗ trợ. Thanh tra Thám tử James McWilliam cũng bắt đầu chỉ đạo Sở Cảnh sát Thủ đô vào cuộc sau khi vụ án mạng Eddowes xảy ra ở Thành phố Luân Đôn. Sự chỉ đạo tổng thể của cuộc điều tra vụ án mạng thực chất bị trì trệ do người đứng đầu CID mới được bổ nhiệm là Robert Anderson có kỳ nghỉ phép ở Thụy Sĩ từ ngày 7 tháng 9 đến ngày 6 tháng 10. Đó cũng chính là quãng thời gian mà Chapman, Stride và Eddowes bị giết hại. Ủy viên Cảnh sát Thủ đô lúc bấy giờ là Sir Charles Warren buộc phải nhanh chóng chỉ định Chánh Thanh tra Donald Swanson từ Scotland Yard phối hợp điều tra.
Những người hàng thịt, thợ giết mổ, bác sĩ phẫu thuật và bác sĩ y khoa đều lọt vào diện tình nghi vì tính chất công việc của họ đều liên quan đến việc cắt xẻ. Theo một ghi chú còn sót lại của Quyền Ủy viên Cảnh sát Thủ đô là Henry Smith thì những người hàng thịt và hành nghề giết mổ địa phương đều có chứng cứ ngoại phạm nên có thể loại ra khỏi cuộc điều tra. Thanh tra Swanson cũng gửi báo cáo tới Bộ Nội vụ xác nhận rằng họ đã khám xét 76 người hàng thịt và thợ giết mổ. Cuộc truy vấn còn bao gồm cả công nhân của những người hành nghề liên quan đến giết mổ trong 6 tháng trước đó. Một số nhân vật đương thời như Victoria của Anh nghĩ rằng khuôn mẫu của chuỗi án mạng cho thấy thủ phạm là người hàng thịt hoặc người chăn thả gia súc trên một trong những chiếc thuyền chuyên chở súc vật ra vào liên tục giữa Luân Đôn và lục địa châu Âu. Whitechapel gần Bến tàu Luân Đôn và những con thuyền chở gia súc thường cập bến vào thứ Năm hoặc thứ Sáu và khởi hành vào thứ Bảy hoặc Chủ nhật. Các thuyền gia súc đã được kiểm tra nhưng những ngày xảy ra vụ án mạng lại không trùng khớp với hoạt động của một chiếc thuyền đơn lẻ nào, và khả năng một thuyền viên có thể chuyển từ tàu này qua tàu khác cũng bị loại trừ.

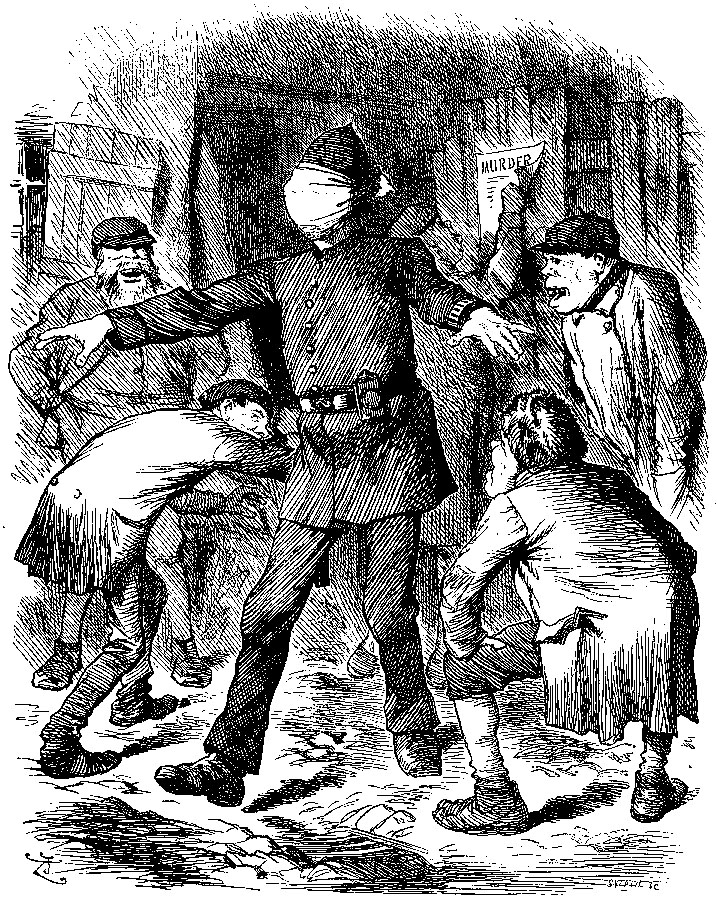
"Bịt mắt bắt dê" (Blind man's buff): Tranh biếm họa của John Tenniel vẽ cho tạp chí Punch (22 tháng 9 năm 1888) chỉ trích sự kém cỏi của cảnh sát. Việc cảnh sát không bắt được kẻ giết người càng củng cố thêm quan điểm của những người cấp tiến cho rằng cảnh sát vô dụng và quản lý thiếu hiệu quả.

### Ủy ban Cảnh giác Whitechapel
Vào tháng 9 năm 1888, một nhóm công dân tình nguyện ở East End thuộc Luân Đôn đã thành lập Ủy ban Cảnh giác Whitechapel. Họ tuần tra trên đường phố để tìm kiếm những nhân vật khả nghi, một phần vì không hài lòng với việc cảnh sát không bắt được hung thủ, và cũng vì một số thành viên lo ngại rằng vụ giết người đang ảnh hưởng đến các doanh nghiệp trong khu vực. Ủy ban kiến nghị lên chính phủ về chuyện tăng phần thưởng cho mỗi thông tin giúp ích trong việc bắt giữ kẻ sát nhân. Họ đề nghị phần thưởng riêng là 50 bảng nếu tìm ra thông tin hữu ích và thuê thám tử tư để thẩm vấn các nhân chứng một cách độc lập.

### Hồ sơ tội phạm
Vào cuối tháng 10, Robert Anderson đã yêu cầu bác sĩ phẫu thuật của Sở Cảnh sát là Thomas Bond cho ý kiến về mức độ hiểu biết và kỹ năng giải phẫu của kẻ sát nhân. Ý kiến do Bond đưa ra về đặc điểm của "Sát nhân Whitechapel" là hồ sơ phạm nhân còn sót lại sớm nhất. Đánh giá của Bond dựa trên cuộc khám nghiệm của chính ông về nạn nhân bị cắt rộng nhất và từ cả ghi chép khám nghiệm tử thi từ bốn vụ án mạng kinh điển trước đó. Ông viết:
Không còn nghi ngờ gì, tất cả năm vụ án mạng đều do cùng một người thực hiện. Trong bốn vụ đầu tiên, cổ họng dường như bị cắt từ trái sang phải. Ở vụ cuối cùng, do [cổ họng] bị cắt rộng nên không thể nói vết cắt gây tử vong được thực hiện theo chiều nào. Tuy nhiên, máu động mạch được tìm thấy trên tường bắn tung tóe gần với vị trí mà đầu của người phụ nữ chắc hẳn đã nằm ở đó.

Tất cả các tình tiết xoay quanh vụ giết người khiến tôi đưa ra quan điểm rằng những người phụ nữ chắc hẳn đều nằm xuống khi bị sát hại và trong mọi vụ án, cổ họng bị cắt đầu tiên.— Thomas Bond, 

Bond phản đối mạnh mẽ ý kiến cho rằng kẻ sát nhân sở hữu bất kỳ loại kiến thức khoa học hoặc giải phẫu nào, hoặc thậm chí là "kỹ năng hành nghề của một người hàng thịt hoặc thợ giết mổ". Theo quan điểm của ông, Jack the Ripper phải là người có thói quen sống cô độc, là nạn nhân của "những cơn đau định kỳ do chứng cuồng sát và hưng cảm tình dục [gây ra]". Đặc điểm của vết cắt chỉ ra rằng kẻ sát nhân có thể mắc chứng "cuồng dâm". Bond cũng nói rằng "xung động giết người có thể phát triển từ một khao khát báo thù hoặc ấp ủ từ trong tâm trí, hoặc chứng ảo tưởng tôn giáo có thể là căn bệnh ban đầu nhưng tôi không nghĩ là một trong hai giả thuyết có khả năng xảy ra".
Không có chứng cứ cho thấy thủ phạm thực hiện hành động quan hệ tình dục với bất kỳ nạn nhân nào. Tuy nhiên, các nhà tâm lý học cho rằng việc đâm thủng nạn nhân bằng dao và "để họ phô bày ở các tư thế quan hệ tình dục với những vết thương lộ ra" chứng minh hung thủ tìm thấy khoái cảm tình dục trong lúc hành hạ nạn nhân. Quan điểm này không được nhiều người chấp nhận, họ bác bỏ những giả thuyết như vậy vì cho rằng chúng thuộc loại giả định vô căn cứ.
Bên cạnh những mâu thuẫn và sự thiếu tin cậy của các nguồn tài liệu đương thời, nỗ lực tìm ra danh tính của kẻ sát nhân một phần cũng bị ngăn trở là do thiếu chứng cứ pháp y còn sót lại. Xét nghiệm di truyền trên những bức thư của hung thủ không đủ để đưa ra kết luận. Hiện vật như thế đã qua xử lý nhiều lần nên nhiều dấu vết có thể trộn lẫn vào đó khiến kết quả tìm được không có nhiều ý nghĩa. Đã có những lời xác nhận không ăn nhập gì với nhau khi chứng cứ DNA đều đưa đến kết luận về hai nghi phạm khác nhau, và phương pháp luận dẫn đến kết quả nêu trên đã bị chỉ trích.

## Tình nghi

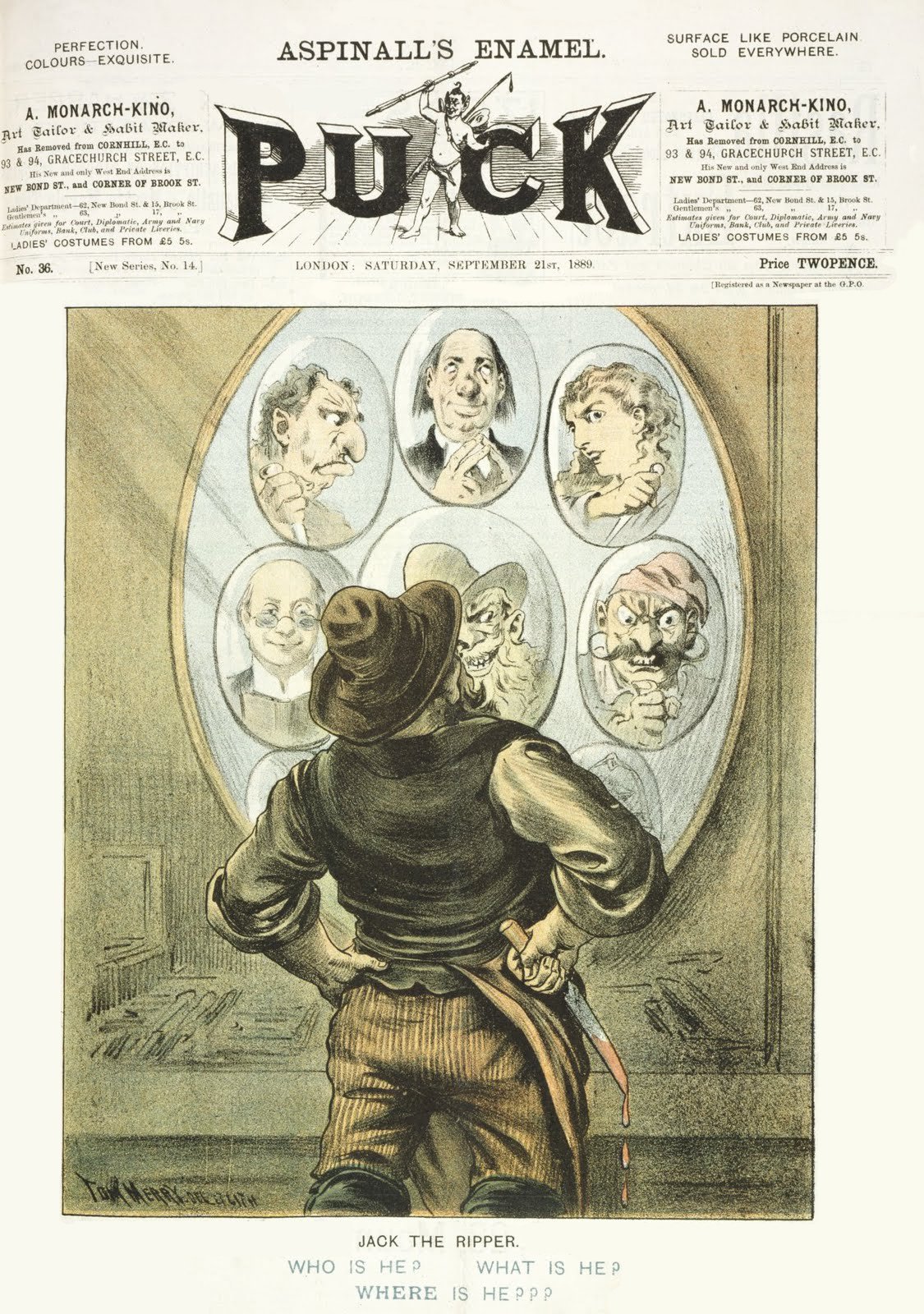
Suy đoán về danh tính của Jack the Ripper: trang bìa của tạp chí Puck ngày 21 tháng 9 năm 1889 do họa sĩ biếm họa Tom Merry thực hiện

Những vụ án mạng thường tập trung vào ngày cuối tuần và ngày lễ và khoảng cách giữa các vụ là ngắn nên nhiều người thấy rằng Jack the Ripper là người có công ăn việc làm và sinh sống ở địa phương. Một số khác nghĩ rằng hung thủ là người đàn ông thượng lưu, có học thức, có thể là bác sĩ hoặc một nhà quý tộc từ khu vực khá giả hơn mạo hiểm đến Whitechapel. Những lý luận như vậy thường bắt nguồn từ các nhận thức về văn hóa như sợ hãi giới y khoa, không tin tưởng vào khoa học hiện đại, người giàu bóc lột người nghèo. Nhiều năm sau vụ giết người, hàng loạt nghi phạm đã được đề xuất bao gồm bất cứ ai có liên quan một chút đến vụ án mạng theo các tài liệu đương thời, cũng như nhiều tên tuổi chưa bao giờ xét tới trong cuộc điều tra của cảnh sát, bao gồm một thành viên của Hoàng gia Anh, một nghệ sĩ và một bác sĩ y khoa. Toàn bộ nghi phạm sống vào thời điểm đó đều qua đời từ lâu nên các tác giả hiện đại có thể tự do buộc tội bất cứ ai "mà không cần bất kỳ chứng cứ lịch sử xác nhận nào". Những kẻ bị tình nghi có tên trong tài liệu của cảnh sát đương thời gồm 3 người, theo bản ghi nhớ của Sir Melville Macnaghten. Tuy nhiên, chứng cứ tốt nhất để buộc tội những cá nhân này lại chỉ mang tính gián tiếp.
Có rất nhiều giả thuyết khác nhau về danh tính và nghề nghiệp của Jack the Ripper nhưng các nhà chức trách không thống nhất với bất kỳ giả thuyết nào. Số lượng nghi phạm được nêu tên lên đến hơn một trăm. Mặc dù vụ án vẫn tiếp tục thu hút sự quan tâm của dư luận và công chúng nhưng không một ai thực sự biết về danh tính của Jack the Ripper. Thuật ngữ "ripperology" được tạo ra để mô tả việc nghiên cứu và phân tích các vụ án liên quan Jack the Ripper. Vụ án mạng này cũng truyền cảm hứng cho nhiều tác phẩm hư cấu.

## Những bức thư
Khi những vụ án mạng Whitechapel vẫn đang diễn ra, cảnh sát, báo chí và một số cá nhân khác đã nhận hàng trăm lá thư liên quan đến vụ án. Một số lá thư là lời khuyên có chủ đích tốt về cách truy bắt kẻ sát nhân, nhưng phần lớn đều là trò lừa bịp hoặc nói chung là vô dụng.
Hàng trăm lá thư được cho là do chính kẻ giết người viết, và trong số đó có 3 bức thư nổi bật là: "Thưa Sếp", "Jacky Xấc Xược" và "Gửi từ Địa ngục".

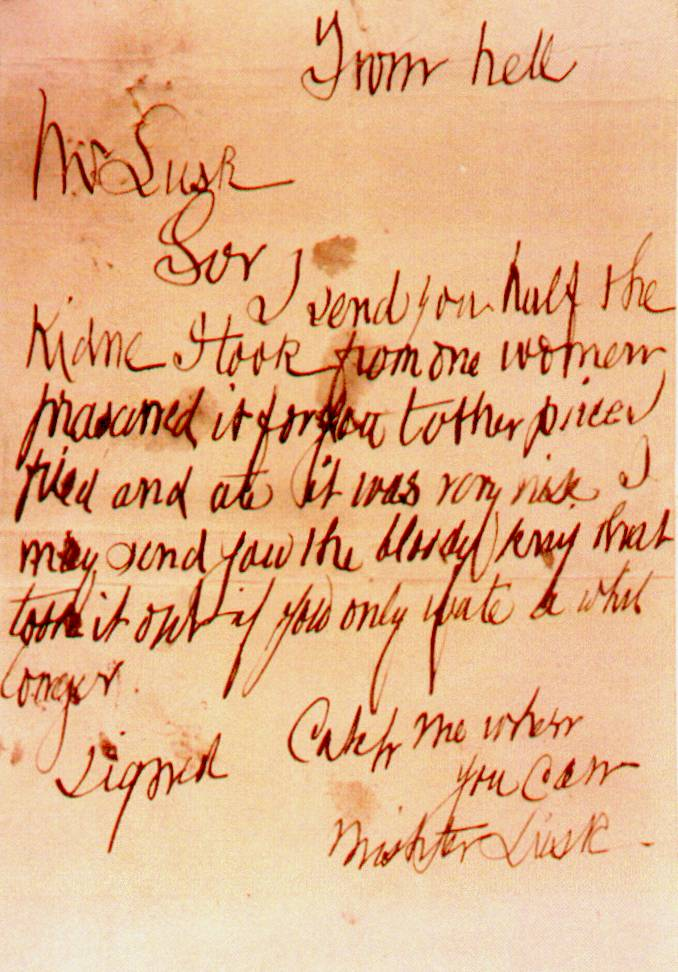
Bức thư "Gửi từ Địa ngục"

Bức thư "Thưa Sếp", đề ngày 25 tháng 9 và đóng dấu bưu điện vào ngày 27 tháng 9 năm 1888. Cơ quan Thông tấn Trung ương nhận lá thư ngay trong ngày đóng dấu và chuyển nó đến Scotland Yard vào ngày 29 tháng 9. Ban đầu, bức thư bị cho là trò lừa bịp nhưng 3 ngày sau khi đóng đấu bưu điện thì thi thể của Eddowes được phát hiện với một phần tai bị cắt xiên ra khỏi cơ thể. Bức thư đã thu hút sự chú ý khi tác giả báo trước là sẽ "cắt bỏ tai của quý cô". Tuy nhiên, việc Jack the Ripper cắt tai của Eddowes dường như là sự trùng hợp ngẫu nhiên vì Jack không gửi tai đến cho cảnh sát như trong lời đe dọa của bức thư. Cái tên "Jack the Ripper" xuất hiện lần đầu trong bức thư dưới dạng chữ ký và trở nên nổi tiếng trên toàn thế giới sau khi xuất bản. Hầu hết những lá thư sau đó đều sao chép cách hành văn của bức thư đầu tiên. Vài nguồn tin cho rằng một bức thư khác đề ngày 17 tháng 9 năm 1888 mới là thư đầu tiên sử dụng tên "Jack the Ripper". Tuy vậy, đa phần các chuyên gia đều tin rằng nó là một bức thư giả lồng vào hồ sơ của cảnh sát ở thế kỷ 20.
Cơ quan Thông tấn Trung ương nhận bưu thiếp "Jacky Xấc Xược" vào ngày 1 tháng 10 năm 1888 và đóng dấu bưu điện ngay trong hôm đó. Bưu thiếp có chữ viết tay tương tự như bức thư "Thưa Sếp" và đề cập đến những vụ án mạng kinh điển thực hiện vào ngày 30 tháng 9. Tác giả viết trong bưu thiếp rằng "lần này là sự kiện kép". Có người lập luận rằng tấm bưu thiếp đã được gửi đi trước khi vụ giết người công khai trước quần chúng, nên khó có thể tin nếu kẻ viết thư giả mạo mà nắm rõ thông tin về tội ác như vậy. Tuy nhiên, bưu thiếp được đóng dấu bưu điện trong hơn 24 giờ kể từ khi vụ giết người xảy ra. Đó là khoảng thời gian rất lâu sau khi nhiều nhà báo biết đến chi tiết về vụ án mạng, và công bố rộng rãi tới quần chúng đến mức nó trở thành câu chuyện mà cả cư dân vùng Whitechapel bàn tán xôn xao.
Vào ngày 16 tháng 10 năm 1888, lãnh đạo của Ủy ban Cảnh giác Whitechapel, George Lusk là người nhận lá thư "Gửi từ địa ngục". Chữ viết tay và phong cách không giống như bức thư "Thưa sếp" và bưu thiếp "Jacky Xấc Xược". Bức thư đi kèm với một chiếc hộp nhỏ và trong cái hộp đó, Lusk phát hiện ra nửa quả thận người tẩm "rượu etylic" (etanol). Kẻ sát nhân đã cắt bỏ quả thận trái của Eddowes. Người viết thư còn cho rằng mình đã "rán và ăn" nửa quả thận còn lại. Có sự bất đồng ý kiến về quả thận khi người thì cho rằng nó thuộc về Eddowes, người thì cho rằng thực chất nó là một trò đùa rùng rợn. Bác sĩ Thomas Openshaw của Bệnh viện Luân Đôn tiến hành kiểm tra và xác định rằng quả thận là của con người và nằm ở phía bên trái. Tuy nhiên (trái với tin tức báo cáo sai sự thật), ông không thể định rõ bất kỳ đặc tính sinh học nào khác. Openshaw sau đó cũng nhận một lá thư ký tên "Jack the Ripper".
Scotland Yard xuất bản các bảo sao của bức thư "Thưa Sếp" và bưu thiếp vào ngày 3 tháng 10, với hy vọng rốt cuộc là vô ích rằng một người nào đó trong công chúng sẽ nhận ra chữ viết tay. Charles Warren giải thích trong một bức thư gửi cho Ngoại trưởng thường trực của Bộ Nội vụ là Godfrey Lushington rằng: "Tôi nghĩ toàn bộ sự việc chỉ là trò lừa bịp nhưng chúng tôi nhất định phải thử và xác định người viết là ai bất kể thế nào." Vào ngày 7 tháng 10 năm 1888, George R. Sims đã ngầm chỉ trích một cách gay gắt trên tờ báo Chủ nhật Referee rằng một nhà báo đã viết lá thư này "để đẩy số lượng phát hành của một tờ báo lên tận mây xanh". Các quan chức cảnh sát sau đó tuyên bố rằng đã tìm ra danh tính cụ thể của một nhà báo, đồng thời là tác giả của bức thư "Thưa Sếp" và tấm bưu thiếp. Trong bức thư từ Chánh thanh tra John Littlechild gửi cho George R. Sims ngày 23 tháng 9 năm 1913 thì nhà báo đó là Tom Bullen. Một nhà báo tên là Fred Best thú nhận vào năm 1931 rằng anh cùng đồng nghiệp làm việc cho tờ báo The Star từng viết những bức thư có chữ ký "Jack the Ripper" nhằm làm gia tăng sự quan tâm của công chúng đến các vụ án mạng và để "nuôi sống doanh nghiệp".

## Truyền thông

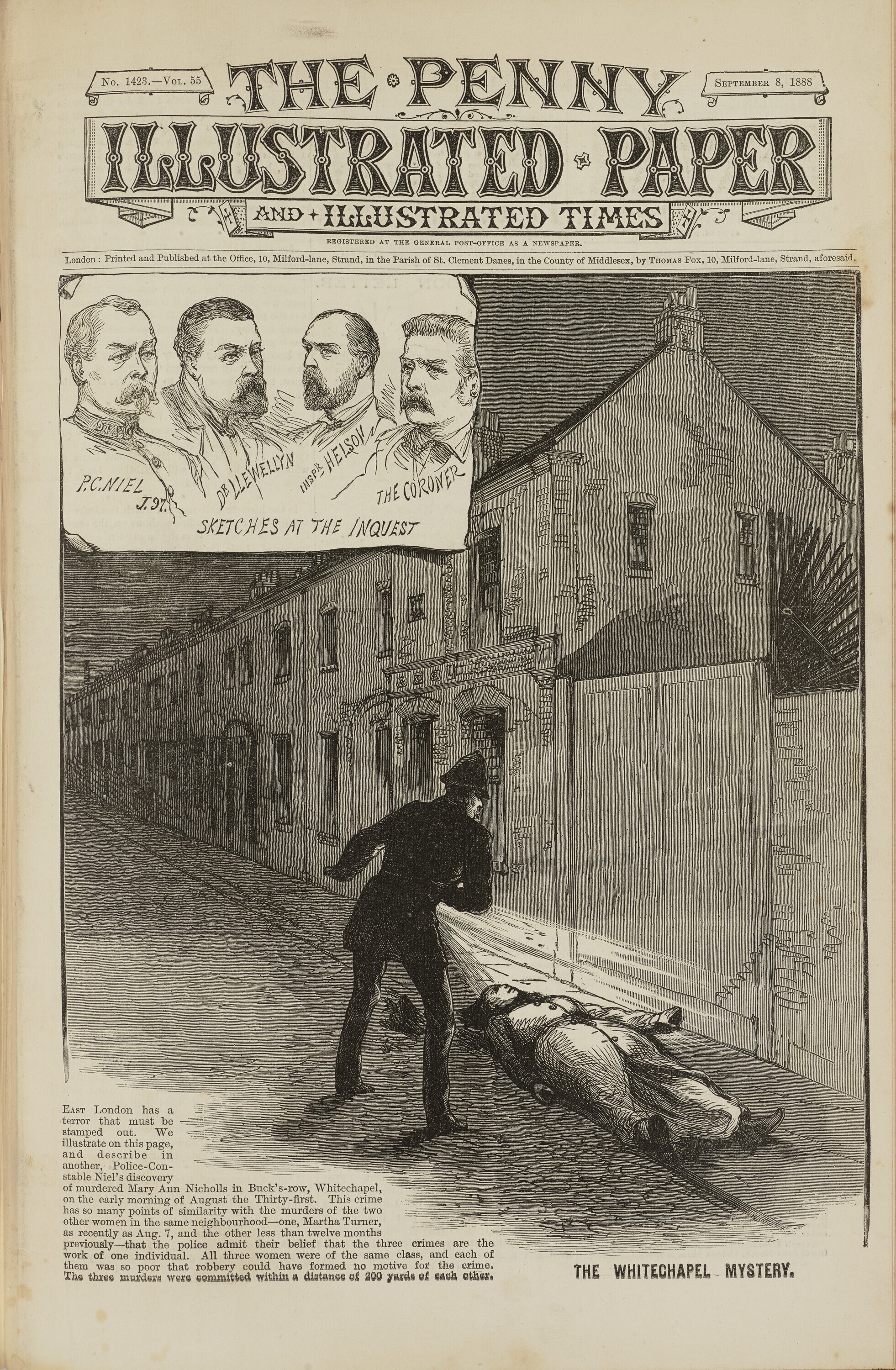
Ấn bản ngày 8 tháng 9 năm 1888 của Penny Illustrated Paper mô tả việc phát hiện ra thi thể nạn nhân đầu tiên trong chuỗi 5 vụ kinh điển. Nạn nhân có tên là Mary Ann Nichols

Những vụ án mạng do Jack the Ripper gây ra đánh dấu một bước ngoặt quan trọng trong việc luận bàn về tội phạm của giới nhà báo. Jack the Ripper không phải là kẻ giết người hàng loạt đầu tiên nhưng y là trường hợp đầu khiến truyền thông trên toàn thế giới một phen rúng động. Đạo luật Giáo dục Cơ bản năm 1880 (đã mở rộng theo Đạo luật trước đó) bắt buộc mọi trẻ em không phân biệt giai cấp, tầng lớp phải đi học. Nhờ vậy mà đến năm 1888, nhiều người thuộc tầng lớp lao động ở Anh và xứ Wales đã biết chữ.
Cải cách thuế vào thập niên 1850 đã cho phép xuất bản những tờ báo giá rẻ với lượng phát hành rộng rãi hơn. Những tờ báo này mọc lên như nấm trong giai đoạn sau của thời đại Victoria, bao gồm cả các tờ báo lưu hành hàng loạt với giá chỉ nửa xu. Bên cạnh đó, một số tạp chí có tiếng như The Illustrated Police News cũng khiến cho tên tuổi của Jack the Ripper trở về trước nổi tiếng chưa từng có. Do đó, vào thời điểm mà cuộc điều tra lên đến đỉnh điểm, hơn một triệu bản phát hành báo chí với nội dung đưa tin về những vụ án mạng ở Whitechapel được bán ra mỗi ngày. Tuy nhiên, nhiều bài báo trong số đó đa phần mang tính chất giật gân và phỏng đoán, thông tin sai sự thật lại thường xuyên in ra như thể là sự thật. Ngoài ra, một số bài báo phỏng đoán về danh tính của Jack the Ripper lại bắt nguồn từ tin đồn bài ngoại ở địa phương rằng thủ phạm là người Do Thái hoặc người ngoại quốc.
Vào đầu tháng 9, sáu ngày sau khi Mary Ann Nichols bị sát hại, tờ Manchester Guardian đưa tin: "Bất cứ thông tin nào cũng có thể thuộc quyền sở hữu của cảnh sát mà họ cho là cần phải giữ bí mật... Nhiều người tin rằng họ [tức cảnh sát] hướng sự chú ý đặc biệt đến... một nhân vật khét tiếng được gọi là 'Tạp dề Da'." Giới nhà báo thất vọng vì Cục Điều tra Hình sự không muốn tiết lộ chi tiết về cuộc điều tra với công chúng nên họ chọn cách viết các bài báo với thông tin chưa được xác thực. Những mô tả giàu trí tưởng tượng về "Tạp dề Da" đã xuất hiện trên báo chí nhưng bị các nhà báo đối thủ bác bỏ khi họ cho rằng nó là "một sự hoang đường bắt nguồn từ sự võ đoán của phóng viên". Một người Do Thái địa phương tên là John Pizer chuyên làm giày dép từ da thuộc nên cũng được biết đến với biệt danh "Tạp dề Da". Ông đã bị bắt mặc dù thanh tra điều tra báo cáo rằng "hiện tại không có bất kỳ chứng cứ nào để buộc tội ông ta". Ông nhanh chóng được thả sau khi xác nhận chứng cứ ngoại phạm.
Sau khi bức thư "Thưa Sếp" được công bố, cái tên "Jack the Ripper" đã thay thế "Tạp dề Da" để trở thành tên mà báo chí và công chúng sử dụng nhằm mô tả kẻ giết người. Tên Jack vốn từng dùng để miêu tả kẻ tấn công huyền thoại ở Luân Đôn: "Jack gót chân lò xo". Y được cho là đã nhảy qua tường để tấn công nạn nhân và tẩu thoát nhanh chóng như cách mà y xuất hiện. Việc nghĩ ra và áp dụng biệt danh cho một kẻ sát nhân cụ thể đã trở thành thông lệ truyền thông tiêu chuẩn với các ví dụ như Người cầm rìu xứ New Orleans, Kẻ bóp cổ ở Boston và Tay bắn tỉa Đường vành đai. Những ví dụ bắt nguồn từ "Jack the Ripper" bao gồm Kẻ Phanh Thây người Pháp, Kẻ Phanh Thây ở Düsseldorf, Kẻ Phanh Thây ở Camden, Kẻ Phanh Thây Cúp điện, Jack Thoát Y, Kẻ Phanh Thây ở Yorkshire và Máy xới Rostov. Các thông tin giật gân báo chí kết hợp với thực tế là không một ai bị kết án trong vụ giết người khiến cho việc phân tích chuyên môn trở nên rối rắm và tạo ra truyền thuyết phủ màn đen lên những vụ giết người hàng loạt sau này.

## Di sản

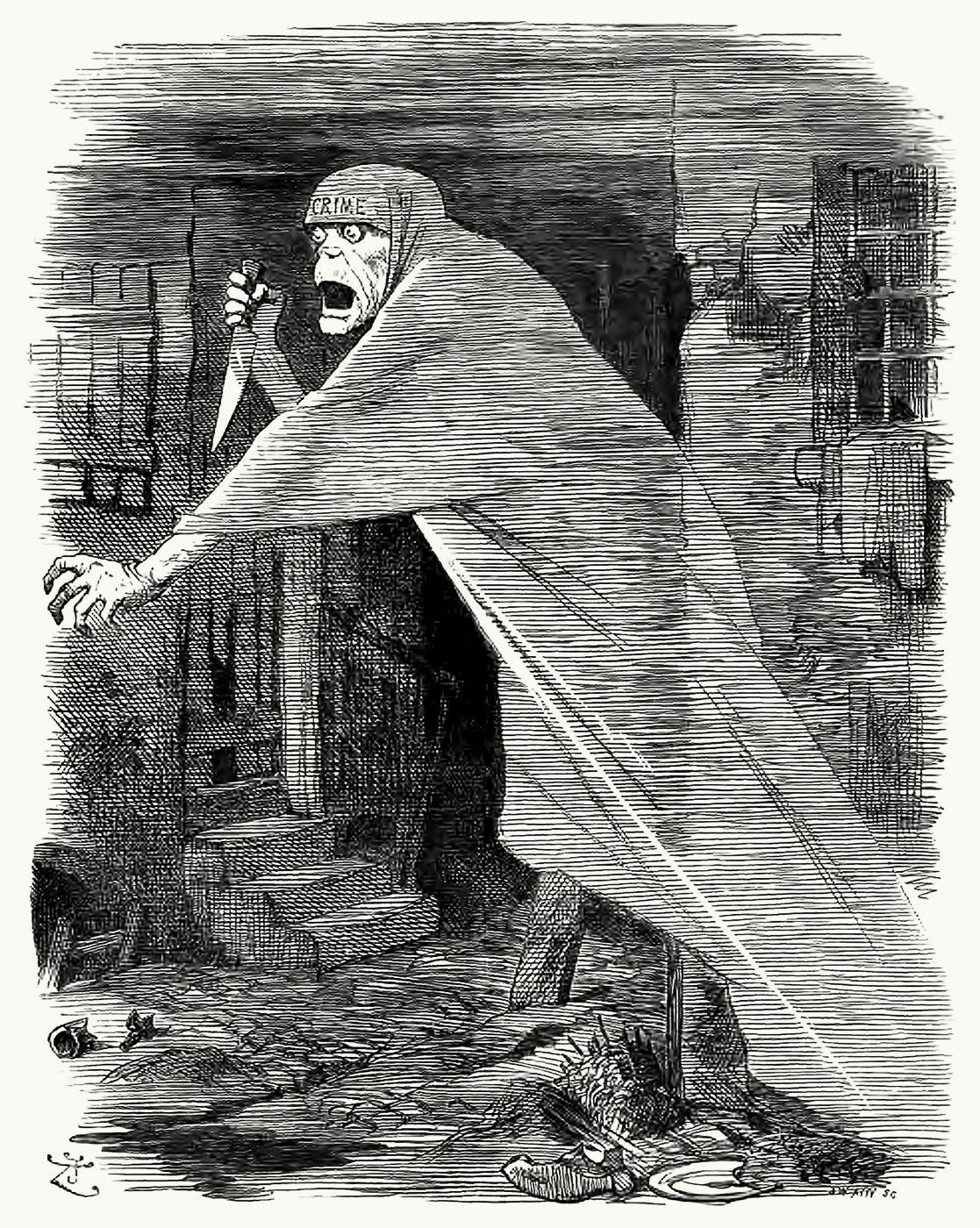
'Sự ruồng rẫy báo oán' (Nemesis of Neglect): Jack the Ripper được mô tả như một bóng ma rình rập Whitechapel, và là hiện thân cho sự ruồng rẫy của xã hội, trong tranh biếm họa của tạp chí Punch năm 1888

Bản chất của những vụ án mạng Whitechapel cùng với lối sống bần cùng của các nạn nhân đã thu hút sự chú ý của công chúng đến điều kiện sống tồi tàn ở East End, và khiến dư luận dậy sóng trước tình trạng nhiều khu ổ chuột đông đúc, mất vệ sinh. Trong vòng hai thập kỷ kể từ những vụ giết người, nhiều khu ổ chuột tồi tệ nhất đã bị dọn sạch và đập bỏ, nhưng các con phố cùng một số tòa nhà vẫn còn tồn tại. Huyền thoại về Jack the Ripper vẫn được quảng bá trong nhiều tour tham quan có hướng dẫn viên đến các địa điểm từng xảy ra vụ án mạng và những địa điểm có liên quan đến vụ án. Nhiều năm trôi qua, khu chung cư Ten Bells ở Phố Thương mại Luân Đôn (nơi mà ít nhất một trong các nạn nhân của 5 vụ án mạng kinh điển thường lui tới) vẫn là tâm điểm của những chuyến tham quan như vậy.
Ngay sau khi những vụ án mạng xảy ra và kể cả quãng thời gian về sau, "Jack the Ripper đã trở thành ông kẹ trong con mắt của nhiều đứa trẻ." Miêu tả về Jack thường nhuốm màu ma mị và kỳ quái. Trong thập niên 1920 và 1930, Jack trong phim ảnh thường được diễn tả là một người đàn ông mặc bộ đồ thường ngày, với bí mật giấu kín, chuyên săn lùng những con mồi thiếu cảnh giác. Bầu không khí và sự tà ác thường được khắc họa thông qua hiệu ứng ánh sáng và tạo bóng. Đến những năm 1960, Jack the Ripper trở thành "biểu tượng của tầng lớp quý tộc săn mồi" và thường được diễn tả là đội mũ chóp, ăn mặc như một quý ông. Giới uy quyền nhìn tổng thể thì thích hợp với vai phản diện nên Jack the Ripper bị xem như biểu hiện cho tầng lớp thượng lưu bóc lột. Hình ảnh của Jack the Ripper thường kết hợp hoặc vay mượn từ những biểu tượng của làng truyện kinh dị như áo choàng Dracula hoặc vụ Victor Frankenstein thu hoạch nội tạng. Thế giới giả tưởng của Jack the Ripper có thể kết hợp nhiều thể loại, từ trinh thám Sherlock Holmes đến kinh dị khiêu dâm Nhật Bản.
Jack the Ripper xuất hiện trong hàng trăm tác phẩm hư cấu, và tác phẩm có ranh giới giữa thực tế và hư cấu, bao gồm cả những bức thư của Jack và cuốn nhật ký bịa đặt mang tên Nhật ký của Jack the Ripper. Y cũng có mặt trong nhiều tiểu thuyết, truyện ngắn, thơ, truyện tranh, trò chơi, bài hát, kịch, opera, chương trình truyền hình và phim ảnh. Nếu chỉ tính riêng tác phẩm phi hư cấu viết về các vụ án mạng của Jack the Ripper thì cũng có hơn 100 tác phẩm, khiến nó trở thành một trong những chủ đề tội phạm có thật được viết nhiều nhất. Colin Wilson tạo ra thuật ngữ "ripperology" trong thập niên 1970 để mô tả việc nghiên cứu của các chuyên gia và nghiệp dư về hiện tượng Jack the Ripper. Những tạp chí thường kỳ như Ripperana, Ripperologist và Ripper Notes đều xuất bản nghiên cứu về đối tượng này.
Vào năm 2015, Bảo tàng Jack the Ripper mở cửa ở phía đông Luân Đôn và gặp phải một số cuộc biểu tình nhỏ. Không có bức tượng sáp nào của Jack the Ripper tại Phòng Kinh hoàng ở bảo tàng Madame Tussauds vì chủ trương của bảo tàng là không tạo hình cho những người chưa rõ mặt mũi. Thay vào đó y được diễn tả dưới hình dạng một cái bóng. Vào năm 2006, tạp chí BBC History bầu chọn Jack the Ripper là người Briton độc ác nhất trong lịch sử.

## Sách tham khảo
- Begg, Paul (2003). Jack the Ripper: The Definitive History. London: Pearson Education. ISBN 0-582-50631-X
- Begg, Paul (2006). Jack the Ripper: The Facts. Anova Books. ISBN 1-86105-687-7
- Cook, Andrew (2009). Jack the Ripper. Stroud, Gloucestershire: Amberley Publishing. ISBN 978-1-84868-327-3
- Curtis, Lewis Perry (2001). Jack The Ripper & The London Press. Yale University Press. ISBN 0-300-08872-8
- Eddleston, John J. (2002). Jack the Ripper: An Encyclopedia. London: Metro Books. ISBN 1-84358-046-2
- Evans, Stewart P.; Rumbelow, Donald (2006). Jack the Ripper: Scotland Yard Investigates. Stroud, Gloucestershire: Sutton Publishing. ISBN 0-7509-4228-2
- Evans, Stewart P.; Skinner, Keith (2000). The Ultimate Jack the Ripper Sourcebook: An Illustrated Encyclopedia. London: Constable and Robinson. ISBN 1-84119-225-2
- Evans, Stewart P.; Skinner, Keith (2001). Jack the Ripper: Letters from Hell. Stroud, Gloucestershire: Sutton Publishing. ISBN 0-7509-2549-3
- Fido, Martin (1987), The Crimes, Detection and Death of Jack the Ripper, London: Weidenfeld and Nicolson, ISBN 0-297-79136-2
- Marriott, Trevor (2005). Jack the Ripper: The 21st Century Investigation. London: John Blake. ISBN 1-84454-103-7
- Meikle, Denis (2002). Jack the Ripper: The Murders and the Movies. Richmond, Surrey: Reynolds and Hearn Ltd. ISBN 1-903111-32-3
- Rivett, Miriam; Whitehead, Mark (2006). Jack the Ripper. Harpenden, Hertfordshire: Pocket Essentials. ISBN 978-1-904048-69-5
- Rumbelow, Donald (2004). The Complete Jack the Ripper. Fully Revised and Updated. Penguin Books. ISBN 978-0-14-017395-6
- Sugden, Philip (2002). The Complete History of Jack the Ripper. Carroll & Graf Publishers. ISBN 0-7867-0276-1
- Werner, Alex (editor, 2008). Jack the Ripper and the East End. London: Chatto & Windus. ISBN 978-0-7011-8247-2
- Woods, Paul; Baddeley, Gavin (2009). Saucy Jack: The Elusive Ripper. Hersham, Surrey: Ian Allan Publishing. ISBN 978-0-7110-3410-5
- Wilson, Colin; Odell, Robin; Gaute, J. H. H. (1988). Jack the Ripper: Summing up and Verdict. London: Corgi Publishing. ISBN 978-0-552-12858-2
- Whittington-Egan, Richard; Whittington-Egan, Molly (1992). The Murder Almanac. Glasgow: Neil Wilson Publishing. ISBN 978-1-897-78404-4
- Thurgood, Peter (2013). Abberline: The Man Who Hunted Jack the Ripper. The History Press Ltd. ISBN 978-0-752-48810-3
- Holmes, Ronald M.; Holmes, Stephen T. (2002). Profiling Violent Crimes: An Investigative Tool. Thousand Oaks, California: Sage Publications, Inc. ISBN 0-761-92594-5
- Honeycombe, Gordon (1982), The Murders of the Black Museum: 1870–1970, London: Bloomsbury Books, ISBN 978-0-863-79040-9
- Bell, Neil R. A. (2016). Capturing Jack the Ripper: In the Boots of a Bobby in Victorian England. Stroud: Amberley Publishing. ISBN 978-1-445-62162-3